# 남동부구 (보츠와나)

남동부구

남동부구(영어: South-East District)는 보츠와나 남동부에 위치한 구로, 행정 중심지는 가보로네(보츠와나의 수도이기도 함)이며 면적은 1,780km2, 인구는 276,319명(2001년 기준)이다. 남동쪽으로는 남아프리카 공화국과 국경을 맞대고 있으며 북동쪽으로는 카틀렝구, 북서쪽으로는 퀘넹구, 남서쪽으로는 남부구와 인접해 있다.